# Leanan sídhe
La Leanan sídhe est une créature folklore irlandais créée par l'auteur William Buttler Yeats au XIXe siècle et censée appartenir au peuple des aes sídhe. Elle a été créée et popularisée par William Buttler Yeats à la fin du XIXe siècle. 

## Origine littéraire
La figure de la Leanan sídhe apparait pour la première fois chez William Buttler Yeats, dans son recueil Fairy and Folk Tales of the Irish Peasantry (1888). Son nom est inspiré des termes gaéliques « leannan » (amant ou concubine) et « Síde » (fée). Elle y est dépeinte comme « l'amante féérique » et la « muse gaélique », dotée à la fois de la capacité d'inspirer la créativité des mortels avec lesquels elle se lie, et de pouvoirs quasi-vampiriques puisqu'elle absorbe leur énergie vitale. Yeats explique d'ailleurs ainsi la durée de vie soi-disant limitée des poètes irlandais :  
« The Leanhaun Shee (fairy mistress), seeks the love of mortals. If they refuse, she must be their slave; if they consent, they are hers, and can only escape by finding another to take their place. The fairy lives on their life, and they waste away. Death is no escape from her. She is the Gaelic muse, for she gives inspiration to those she persecutes. The Gaelic poets die young, for she is restless, and will not let them remain long on earth—this malignant phantom. »
« La Leanhaun Shee (amante féérique) recherche l'amour des mortels. S'ils la rejettent, elle devient leur esclave ; s’ils acceptent, ils lui appartiennent et ne peuvent plus échapper à ses griffes qu'en trouvant un autre homme pour prendre leur place. Cette fée se nourrit de leur vie jusqu'à ce qu'ils dépérissent. La mort ne suffit pas pour lui échapper. Elle est la muse gaélique, car elle donne l'inspiration à ceux qu'elle persécute. Les poètes gaéliques meurent jeunes, car ce fantôme maléfique est impitoyable, et ne leur laisse pas longtemps sur terre. »
La Leanan sídhe est complètement inventée par Yeats et semble inspirée du thème de la « muse sombre » des romantiques anglais, et n'a donc fondamentalement aucune origine irlandaise ou gaélique. C'est un exemple singulier d'une invention d'un personnage folklorique par un auteur extérieur à la culture concernée, et réappropriée par cette dernière. En effet, à partir du début du XXe siècle, on retrouve régulièrement des mentions de la Leanan sídhe dans la littérature irlandaise.

## Dans la littérature et la culture populaire
De nombreux contes irlandais traditionnels présentent des personnages qui semblent s'inspirer de la légende de la Leannán sídhe : 
- "The Fairy Follower" de Katharine Mary Briggs dans le recueil Folktales of England
- "The Dream of Angus" d'Isabella Augusta Gregory, dans le recueil Cuchulain of Muirthemne
- "Oisin in the Land of Youth" dans le recueil Ancient Irish Tales

La chanson populaire irlandaise "My Lagan Love" utilise la  Leannan Sidhe comme une métaphore de l'amour.  
Le groupe irlandais Unkindness Of Ravens a sorti la chanson " Leanan Sídhe " en 2015 avec une vidéo d'accompagnement explorant davantage le mythe antique. 
On retrouve également des personnages inspirés de la Leanan sídhe dans de nombreux romans fantastiques modernes :  
- Dans la série des dossiers Dresden de Jim Butcher, Leanansidhe (surnommée Lea) incarne la fée marraine du héro Harry Dresden, et est une figure prééminente de la cour de l'Hiver[5]
- Dans La peur du Sage de Patrick Rothfuss, Felurian est une fae extraordinairement belle qui inspire au héro Kvothe des prouesses sexuelles et musicales inspirée de la figure de la Leanan sídhe
- Dans The Iron Fey Series de Julie Kagawa, un personnage est nommé Leanansidhe
- La Leanansidhe apparait régulièrement dans la série Wicked Lovely de Melissa Marr

Dans le tome 3 du manga japonais "Mahoutsukai no Yome" (The Ancient Magus 'Bride) de Kore Yamazaki, la Leanan sídhe vit avec Joel Garland et rencontre Chise dans sa roseraie. 
Le film d'horreur MUSE 2017, écrit et réalisé par John Burr, la présente comme l'esprit mythique et mortel qui devient la muse et l'amant d'un peintre. 
Dans le jeu vidéo Devil May Cry 3: Dante's Awakening (2005) le boss Nevan est inspiré de la Leanan sídhe. Leanan Sidhe est également une créature recrutable dans la célèbre franchise Megami Tensei .